# رابرت کورنتویت (بازیگر)
رابرت کورنتویت (انگلیسی: Robert Cornthwaite; ۲۸ آوریل ۱۹۱۷ – ۲۰ ژوئیهٔ ۲۰۰۶) بازیگر تلویزیون، و بازیگر سینما اهل ایالات متحده آمریکا بود.
از فیلم‌ها یا برنامه‌های تلویزیونی که وی در آن نقش داشته‌است می‌توان به چه بر سر بیبی جین آمد؟، تجارت میمون، جنگ دنیاها، چیزی از دنیای دیگر، دنیای آینده، روح سنت لوئیس، معامله قرن، و مرگبار ببوس مرا اشاره کرد.